# Rainer Semet

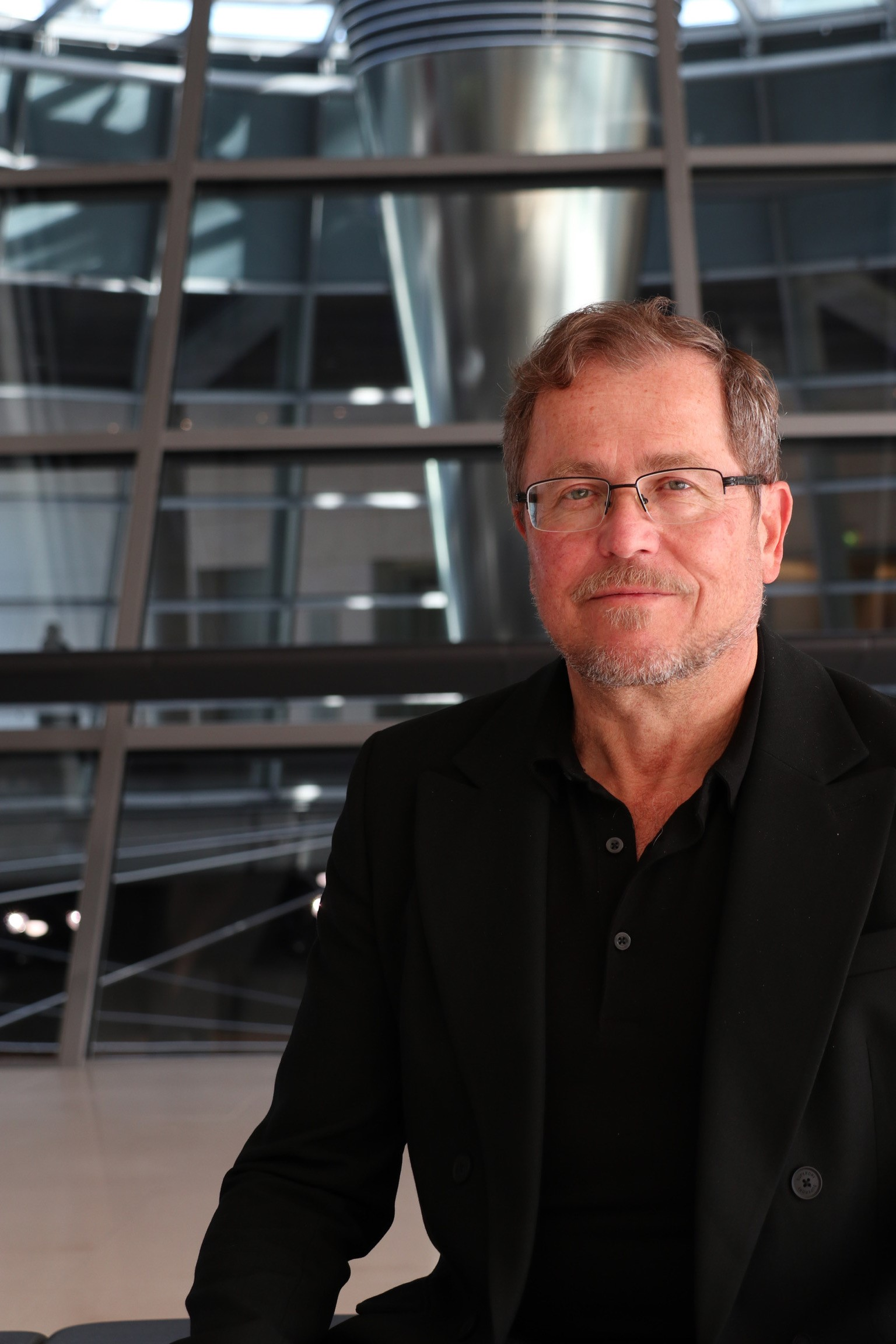
Rainer Semet (2021)

Rainer Semet (* 4. September 1957 in Stuttgart) ist ein deutscher Politiker (FDP) und war von 2021 bis 2025 Mitglied des Deutschen Bundestages.

## Leben
1982 schloss Semet die Fachhochschule Rosenheim als Diplom-Ingenieur für Holztechnik ab und 1986 die Technische Fachhochschule Berlin als Diplom-Wirtschaftsingenieur. Bis 2009 war er in verschiedenen Tätigkeiten im Bereich Bauwesen und Projektleitung im In- und Ausland tätig. Seit 2009 ist er Berufsschullehrer an der Alfons-Kern-Schule Pforzheim.

## Politik
Semet ist seit 2019 Vorsitzender des FDP-Ortsverbands Pforzheim.
Bei der Bundestagswahl 2021 erreichte er im Bundestagswahlkreis Pforzheim mit 12,7 % der Erststimmen den fünften Platz und verpasste damit das Direktmandat. Jedoch zog er über Platz 15 der Landesliste der FDP Baden-Württemberg in den 20. Deutschen Bundestag ein.
Ab 2022 war er Obmann im Unterausschuss Vereinte Nationen, internationale Organisationen und zivile Krisenprävention des Deutschen Bundestages.

## Privates
Semet ist verheiratet und Vater zweier Kinder.